# Ишлер, Эмруллах
Эмруллах Ишлер (тур. Emrullah İşler; род. 7 января 1960, Кушчуюрен) — турецкий политик.

## Биография
Родился 7 января 1960 года в семье Абдуллаха и Зелихи Ишлер в деревне Кушчуюрен, расположенный в районе Кызылджахамам ила Анкара.
Окончил университет короля Сауда со степенью бакалавра в области исламоведения. Позднее получил степени магистра и доктора философии в области тафсира в Анкарском университете.
Преподавал тафсир на факультете богословия в университете Джумхуриет, позднее — арабский язык в университете Гази. Преподавал также в университетах Казахстана и Саудовской Аравии.
В 2011 году был избран членом Великого национального собрания от партии Справедливости и развития. Занимал должность главного советника премьер-министра. Входил в ближний круг Реджепа Эрдогана, был его личным переводчиком с арабского языка.
26 декабря 2013 года был назначен вице-премьером вместо Бекира Боздага.
В 2014 году заявил, что ИГИЛ не использует пытки.

### Личная жизнь
Женат, трое детей.